# Ny Tid (norsk tidsskrift)
 For alternative betydninger, se Ny Tid (flertydig). (Se også artikler, som begynder med Ny Tid)
Ny Tid er et norsk ugentligt tidsskrift.
Tidsskriftet udkommer hver fredag og indeholder journalistik, analyser og kommentarer indenfor politik, sagprosa og transnationale spørgsmål.
Ny Tids første nummer som ugemagasin udkom den 27. januar 2006. Magasinet har flere gange været Norges mest citerede uge- eller månedsmagasin.
Siden december 2007 har Ny Tid kåret Årets Nordmann.
De har været Mari Kohinoor Nordberg (2007), Margreth Olin (2008), Randi Hagen Spydevold (2009), Maria Amelie (2010), Prableen Kaur, Marcel Gleffe og Synnøve Kvamme (2011).